# Múzeum Andreja Kmeťa
Múzeum Andreja Kmeťa (česky Muzeum Andreje Kmetě, také slovensky Turčianske múzeum Andreja Kmeťa nebo Slovenské národné múzeum — Múzeum Andreja Kmeťa) je muzeum na Slovensku. Muzeum plní funkci regionálního vlastivědného centra Turce. Vzniklo v roce 1964.
Sídlí v Martině, v první budově Slovenského národního muzea, o jejíž výstavbu se podstatně zasloužil zakladatel slovenského muzejnictví Andrej Kmeť. Budovu navrhl arch. Milan Harminc, přičemž byl i pověřen hlavním dozorem nad realizací stavby. V roce 1964 se v budově usídlilo okresní vlastivědné muzeum — Turčianske múzeum Andreja Kmeťa. Sběrnou oblastí muzea je Turiec. V letech 1972 až 1975 se uskutečnily v muzeu rozsáhlé rekonstrukční práce, po nichž asi koncem roku 1975 byla budova muzea zase veřejnosti zpřístupněna. Nařízením vlády SR ze dne 16. srpna 1994 byla budova muzea prohlášena za Národní kulturní památku.
V současnosti se v budově muzea nacházejí trvalé expozice: „Kmetianum“, která je věnována práci Andreje Kmetě a „Príroda Turca“. Muzeum dnes spravuje více než 175 000 sbírkových exponátů, z nichž je asi 8 700 ze společenskovědní a 166 600 z přírodovědecké oblasti. Mezi nejcennější patří obrazy Révayovské galerie, sbírka exotických motýlů Ivana Zbíňovského a část herbáře, jakož i zoologických exponátů ze sbírky Andreje Kmetě.
Ve vědeckovýzkumné činnosti se muzeum zaměřuje na výzkum úlohy města Martin jako národního kulturního centra Slováků.
Botanický a zoologický výzkum se uskutečňuje se zaměřením na celé severozápadní Slovensko. Muzeum poskytuje lektorské služby, promítání videofilmů s přírodovědnou a společenskovědní tematikou z regionu Turce, konzultačně-poradenskou službu v oblasti léčivých rostlin, hub a škůdců v domácnosti. Je zde i prodej suvenýrů a publikací vydaných muzeem.
Stálá expozice „Príroda Turca“ byla otevřena v roce 1979. Nachází se v přízemí budovy muzea a člení se na část, která je věnována neživé přírodě, a část věnovanou živé přírodě. Od roku 2004 je součástí Slovenského národního muzea v Martině.